# FK Mogren Budva
Maillots
Actualités
Le Fudbalski klub Mogren Budva (en monténégrin : Фудбалскли клуб Могрен Будва), plus couramment abrégé en FK Mogren Budva, est un club monténégrin de football fondé en 1920 et basé dans la ville de Budva.

## Historique
- 1920 : fondation du club sous le nom de FK Budva
- 1991 : FK Mogren Budva

## Bilan sportif

### Palmarès
| Compétitions nationales | Compétitions yougoslaves                                                                     |
| --- | -------------------------------------------------------------------------------------------- |
| - Championnat du Monténégro (2) : - Champion : 2008-2009 et 2010-2011. - Coupe du Monténégro (1) : - Vainqueur : 2008. - Finaliste : 2011. | - Championnat de Yougoslavie de deuxième division (2) : - Champion : 1997-1998 et 2001-2002. |

### Bilan européen
Note : dans les résultats ci-dessous, le score du club est toujours donné en premier
| Saison    | Compétition         | Tour            | Club                       | Domicile | Extérieur | Total  |
| --------- | ------------------- | --------------- | -------------------------- | -------- | --------- | ------ |
| 2008-2009 | Coupe UEFA          | Premier tour Q  | Hapoël Ironi Kiryat Shmona | 0 - 3    | 1 - 1     | 1 - 4  |
| 2009-2010 | Ligue des champions | Premier tour Q  | Hibernians FC              | 4 - 0    | 2 - 0     | 6 - 0  |
| 2009-2010 | Ligue des champions | Deuxième tour Q | FC Copenhague              | 0 - 6    | 0 - 6     | 0 - 12 |
| 2010-2011 | Ligue Europa        | Premier tour Q  | UE Santa Coloma            | 2 - 0    | 3 - 0     | 5 - 0  |
| 2010-2011 | Ligue Europa        | Deuxième tour Q | Maccabi Tel-Aviv           | 2 - 1    | 0 - 2     | 2 - 3  |
| 2011-2012 | Ligue des champions | Deuxième tour Q | Litex Lovetch              | 1 - 2    | 0 - 3     | 1 - 5  |

Légende
- Victoire ou qualification pour le tour suivant
- Match nul
- Défaite ou élimination de la compétition

## Personnalités du club

### Présidents
- Rajko Kuljača
- Boro Lazović

### Entraîneurs
- Branislav Milačić
- Stevan Mojsilović